# Центрозома
Центрозомата е клетъчен органел, който служи като главен организатор на микротубули в животинската клетка, както и като регулатор на клетъчния цикъл. Открита е през 1888 г. от немския биолог Теодор Бовери. Смята се, че този органел се е развил само в еукариотните клетки на животните. Гъбите и растенията имат други центрове за организация на своите микротубули. Въпреки че центрозомите имат ключова роля в митозата на животинските клетки, те не са задължителни структури.
Центрозомата е съставена от две ортогонално подредени центриоли, които са заобиколени от аморфната маса на перицентриоларния материал. Този материал съдържа белтъци отговорни за полимеризацията на микротубулите (микротубулна нуклеаза) и прекратяването ѝ включващо γ-тубулин, перицентрин и нинейн. Всяка центриола се състои основно от девет тройки микротубули, както и от центрин и тектин.

## Функции на центрозомата
Центрозомата често е свързана с ядрената мембрана по време на интерфазата от клетъчния цикъл. През митозата ядрената мембрана се разрушава и микротубулите на центрозомата могат да взаимодействат с хромозомите за да образуват делителното вретено.
Майчината центрозома, тази която е взета от майчината клетка има съществена роля в образуването на ресничките и флагелумът.
Центрозомата се удвоява само веднъж през клетъчния цикъл и затова всяка дъщерна клетка има само по една центрозома с две центриоли след митозата. Този органел се удвоява през С фазата (Синтетична фаза) на клетъчния цикъл. През профазата двете центрозоми мигрират в двата срещуположни полюса на клетката. Отклонение от нормалния брой на центрозомите в клетката се свързва със заболяването рак. Удвояването на центрозомата е подобно на ДНК репликацията в две отношения: полуконсервативната природа на процеса и действието на ензима cdk2 като регулатор на процеса.
Центрозомите не са задължителни органели за протичането на митотичното делене. При облъчване на този органел с лазер митозата протича по нормален начин и се образува нормално делително вретено. Още повече развитието на мушицата Дрозофила е много по-нормално при отпадане на центриолите заради мутация на ген необходим за дубликацията ѝ. Много клетки могат да преминат интерфаза без наличието на центрозоми.
Въпреки че тези органели не са необходими за оцеляването на клетката, те са необходими за оцеляването на целия организъм. Клетки без центрозоми губят радиалните лъчи на астралните си микротубули. Също има проблеми при центрирането на делителното вретено и разделянето на майчината клетка в центъра при цитокенезата. Това обуславя основната функция на центрозомите, която е прецизиране на клетъчното делене. Някои клетки прекратяват клетъчният си цикъл при липса на центрозоми, но това не е всеобщ феномен.
Когато яйцето на нематода Caenorhabditis elegans е оплодено спермалните клетки донасят две центриоли. От тях ще се образуват центрозоми, които ще направляват първото делене на зиготата.

## Центрозомен геном
Последните изследвания от 2006 година показват, че центрозомите могат да имат собствен геном подобен на този на ядрото, митохондрията и хлоропласта. За разлика от тях обаче, центрозомният геном е съставен от РНК бази и най-вероятно притежава РНК последователност, която може да реплицира генома.